# Ksyluloza
Ksyluloza, C5H10O5 – organiczny związek chemiczny, cukier prosty z grupy ketopentoz.

## Występowanie
W naturze występuje zarówno w formie L-ksylulozy jak i D-ksylulozy. D-Ksylulozo-5-fosforan jest produktem pośrednim w szlaku pentozofosforanowym. L-Ksyluloza gromadzi się w moczu u pacjentów na pentosurię, z powodu niedoboru reduktazy L-ksylulozy. Z faktu, że ksyluloza jest cukrem redukującym jak D-glukoza, w przeszłości chorzy na pentosurię byli błędnie diagnozowani jako chorzy na cukrzycę. Biosynteza ksylulozy przebiega prawdopodobnie z udziałem kwasu glukuronowego. Ksyluloza może być przygotowana na dużą skalę poprzez izomeryzację ksylozy.

## Właściwości
Ksyluloza daje pozytywną odpowiedź na próbę Fehlinga. Ksyluloza tworzy osazon, który topi się w temperaturze 160–163 °C.